# Saint-Nazaire, Pyrénées-Orientales
Saint-Nazaire là một xã trong tỉnh Pyrénées-Orientales, vùng Occitanie phía nam nước Pháp. Xã Saint-Nazaire, Pyrénées-Orientales nằm ở khu vực có độ cao trung bình 6 mét trên mực nước biển.